# ヴィンセント・ジガンテ
ヴィンセント・"チン"・ジガンテ（Vincent "the Chin" Gigante、1928年3月29日 - 2005年12月19日）は、アメリカ合衆国のマフィア。ジェノヴェーゼ一家の一員で、後にボスとなる。あだ名のチンは顎の意味。フランク・コステロを狙撃したことで知られる。オッド（Odd、奇妙な、頭のおかしい）・ファーザーの異名も持つ。マフィアのメンバーはジガンテの名前を人前で出すことを厳禁されていた。彼のことを言うときは顎を指差すことでよかった。

## 概要
ナポリからの移民の息子としてニューヨークに生まれる。兄にブルックリンの神父でニューヨーク市議会議員のルイス・ジカンテがいる。高校中退後、17歳から25歳の間に7回も逮捕される。その後、ボクサーになったが、隣人だったトーマス・エボリがマネージャーをしていた縁により、当時コステロがボス代行であった元のラッキー・ルチアーノの一家入りをし、アンソニー・"トニー・ベンダー"・ストロッロの部下となる。ストロッロは当時コステロと一家のボスの座をめぐって争っていたヴィト・ジェノヴェーゼにもっとも近い幹部の一人で、その命によりジガンテはコステロを狙撃した。
コステロは警察に狙撃をした相手を語らず、また失敗による反撃を受けなかった彼は、その後いまやジェノヴェーゼ一家となった一家の実力者に成り上がっていった。一家の指導的立場に立ち、また数々の裁判を抱えることになった彼は、精神錯乱を演じ多くの裁判を乗り切る。ニューヨークの街をバスローブでさまよう姿は、多くの人に目撃されている。精神錯乱を演じてからは、アンソニー・"ファット･トニー"・サレルノにフロントボスを譲り、自分は影で組織を操っていた。ガンビーノ一家のジョン・ゴッティが掟破りのボス殺しをし、ジガンテによるマフィア総出の復讐を恐れてジガンテに義理立てしたことは有名。
1987年にジガンテは、ゴッティと弟のジーンを暗殺しようと計画していた。FBIの盗聴で明らかになった。FBIがゴッティ側に警告したため、計画は中止になった。さらにその報復としてジガンテの部下が射殺されている。
コミッション会議でジョン・ゴッティが息子のジョン・ジュニアがマフィアの構成員になったことを、ジガンテに報告したときジガンテは自分の息子をマフィアにするなんてと言う意味で、「それは、それはお気の毒に」と言った。ちなみにジガンテは自分の息子をマフィアにはしていない。
2003年、司法取引により、彼は精神錯乱が演技であったとようやく認めた。2010年に釈放されることになっていたが、2005年12月19日にジガンテはミズーリ州スプリングフィールドの刑務所内の病院で、心臓病のために死亡。ブルックリンのグリーン・ウッド墓地に埋葬された。